# حاتم الطائي
حَاتِمُ بْنُ عَبْدِ اَللهِ بْنِ سَعْدٍ العَدَوِيُّ الثُعَلِيُّ اَلطَّائِيُّ، أَبُو عَدِيٍّ، وَأَبُو سَفَّانَةَ (— توفي 46 ق. هـ / 605 م) شاعر عربي نَجْدي، أمير قبيلة طَيِّئ النجدية، عاش في مُدَّة ما قبل الإسلام (الجاهلية)، في جبل طَيِّئ شَمالي نجد، اشتَهر بكرمه وأشعاره وجوده حتى قيل: إنه أكرم العرب، ويُضرَب به المَثَلُ في الجودِ، فيُقال: أكرمُ مِن حاتِمِ طيِّئ، ويُلَقَّبُ بكريم العرب.
استوحَت أفلامٌ ومسلسلات كثيرة من حياته وأشعاره. وابنُهُ عَدِيُّ بْنُ حاتِم من صَحابة النبي محمد، وكذلك بِنتُهُ سَفَّانَةُ.

## الحياة الشخصية

### اسمه ونسبه

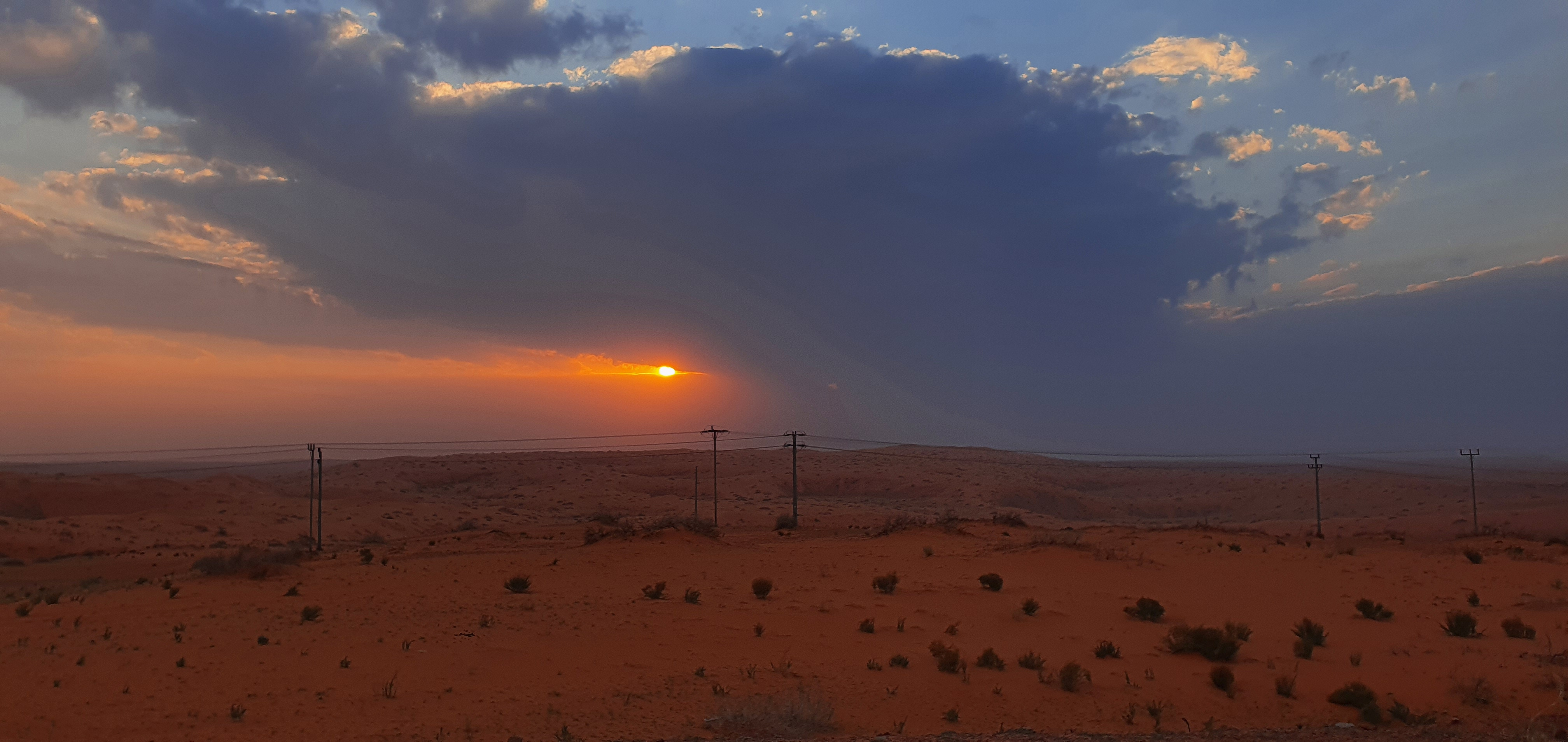
صورة من قصر حاتم الطائي في قرية توارن، حائل، حيث عاش حاتم.

هُوَ: حَاتِمُ بْنُ عَبْدِ اَللّٰهِ بْنِ سَعْدِ بْنِ اَلْحَشْرَجِ بْنِ امرؤ القيس بْنِ عَدِيِّ بْنِ أَخْزَمَ بْنَ أَبِي أَخْزَمَ (وَاِسْمُهُ هَزُومَةُ) بْنِ رَبِيعَةَ بْنِ جَرْوَلَ بْنِ ثُعَلَ بْنِ عَمْرِو بْنِ اَلْغَوْثِ بْنِ طَيِّئٍ اَلطَّائِيُّ اَلْقَحْطَانِيُّ، ويُكَنَّىٰ بِأَبِي سَفَّانَةَ وأَبِي عَدِيٍّ. حاتِم من قبيلة طيِّئ، وأمه عُتْبة بِنْتُ عَفِيفِ بْنِ عَمْرِو بْنِ أَخْزَمَ، كانت ذات يسر وسخاء، حجز عليها إخوتها ومنعوها مالها خوفاً من التبذير، نشأ ابنُها حاتِمٌ على غِرارها في الجود والكرم، ويُعَدُّ أشهر العرب في الكرم والجود والشهامة، ومَضْرِبَ المَثَل في الجود والكرم.
زار الشام فتزوج ماوِيَّةَ بِنْتَ حجر (وقيل: عَفْزَر، وعفير، وعبد الله) بن النُّعمان الغسانية، وهو من أشهر الشعراء في عصر الجاهلية.

### سكنه
عاش حاتم الطائي وقومه في بلاد الجبلين (أجا وسلمى) التي تسمى الآن منطقة حائل (المملكة العربية السعودية حالياً)، ذكره النبي محمد في بعض الأحاديث. تُوفي حاتم عام 578 ودُفِن في توارن، حائل. وُصِف قبره في كتاب ألف ليلة وليلة. توجد بقايا أطلال قصره وقبره وموقدته الشهيرة في بلدة توارن.
عاش حاتم في القرن السادس الميلادي، كما عاشت معظم شخصيات قصص ألف ليلة وليلة في القرن السادس. كتب الشاعر الفارسي سعدي الشيرازي في عمله كلستان سعدي (1259 م): «حاتم الطائي لم يعد موجوداً لكن اسمه الجليل سيبقى مشهوراً بالفضيلة إلى الأبد. وزع عشور ثروته في الصدقات في كل مكان». كما وُرد ذكره في كتاب بُستان (1257). وفقًا للأساطير في مختلف الكتب والقصص، فقد كان حاتم شخصية مشهورة في منطقة الطائي (حائل حاليًا)، وهو أيضًا شخصية معروفة في باقي دول الشرق الأوسط وكذلك شبه القارة الهندية. ظهرت شخصيته في العديد من الكتب والأفلام والمسلسلات التلفزيونية باللغة العربية والفارسية والأردية والتركية والهندية ومختلف اللغات الأخرى.
ذكر روزات الصوفا أنه «في السنة الثامنة بعد ولادة سماحة الرسول (محمد)، تُوفي أنوشيروان العادل، وحاتم الكريم، وكلاهما مشهور بفضائلهما»، حوالي عام 579. وفقًا للمستشرق الفرنسي بارتيلمي هربلو من القرن السابع عشر، كان قبر حاتم يقع في قرية صغيرة تسمى أنوارز في شبه الجزيرة العربية.

## كرمه
كان حاتم من شعراء العرب وكان جواداً يشبه شعره جوده ويصدق قوله فعله وكان حيثما نزل عرف منزله مظفر وإذا قاتل غلب وإذا غنم أنهب وإذا سئل وهب وإذا ضرب بالقداح فاز وإذا سابق سبق وإذا أسر أطلق وكان يقسم بالله ألا يقتل أحدا في الشهر الأصم (رجب)، وكانت مصر تعظمه في الجاهلية، وكان ينحر في كل يوم عشرا من الإبل، فأطعم الناس واجتمعوا إليه.
ومن المواقف لحاتم الطائي الذي هو أخو عبد الله الثقفي من الرضاعة أن قالت له امرأة من عنزة بن ربيعه: قم افصد لنا هذه الناقة، فقام حاتم ونحر الناقة بدلاً من فصدها، فذهلت المرأة واسمها عالية العنزيه التي تزوجها فيما بعد وأنجبت له شبيب على حد ذكر ابن الأثير، فقال حاتم الأبيات التالية بعد نحره للناقة:
اقترن الكرم والجود والسخاء بحاتم الطائي، ونرى ذلك عند نقاشه مع والده عندما قدم لضيوفه كل الإبل التي كان يرعاها وهو يجهل هويتهم وعندما عرفهم كانوا شعراء ثلاثة عبيد بن الأبرص وبشر بن أبي خازم والنابغة الذبياني وكانت وجهتهم النعمان فسألوه القرى (أي الطعام الذي يقدم للضيف) فنحر لهم ثلاثه من الإبل فقال عبيد: إنما أردنا بالقرى اللبن وكانت تكفينا بكرة، إذ كنت لابد متكلفا لنا شيئا، فقال حاتم: قد عرفت ولكني رأيت وجوها مختلفة وألوانا متفرقة فظننت أن البلدان غير واحدة فأردت أن يذكر كل واحد منكم ما رأى إذا أتى قومه، فقالوا فيه أشعارا امتدحوه بها وذكروا فضله، فقال حاتم: أردت أن أحسن إليكم فصار لكم الفضل علي وأنا أعاهد أن أضرب عراقيب إبلى عن آخرها أو تقوموا إليها فتقسموها ففعلوا فأصاب الرجل تسعة وثلاثين ومضوا إلى النعمان، وإن أبا حاتم سمع بما فعل فأتاه فقال له: أين الإبل؟ فقال حاتم: يا أبت طوقتك بها طوق الحمامة مجد الدهر وكرما، لا يزال الرجل يحمل بيت شعر أثنى به علينا عوضا من إبلك فلما سمع أبوه ذلك قال: أبإبلي فعلت ذلك؟ قال: نعم، قال: والله لا أساكنك أبدا فخرج أبوه بأهله وترك حاتما ومعه جاريته وفرسه وفلوها. فقال حاتم في ذلك:
ومن مواقفه أيضا: حُكي أن ملكان ابن أخي ماوية زوجة حاتم الطائي قال: قلت لها يوماً: يا عمة حدثيني ببعض عجائب حاتم وبعض مكارم أخلاقه، فقالت يا ابن أخي أعجب ما رأيت منه أنه أصابت الناس سنة قحط أذهبت الخف والظلف وقد أخذني وإياه الجوع وأسهرنا، فأخذت سفانة وأخذ عدياً وجعلنا نعلّلهما حتى ناما، فأقبل عليّ يحدثني ويعللني بالحديث حتى أنام، فرفقت به لما به من الجوع، فأمسكت عن كلامه لينام، فقال لي أنمت؟ فلم أجبه فسكت، ونظر في فناء الخباء، فإذا شيء قد أقبل، فرفع رأسه فإذا امرأة، فقال ما هذا؟ فقالت يا أبا عدي أتيتك من عند صبية يتعاوون كالكلاب أو كالذئاب جوعاً، فقال لها: أحضري صبيانك فوالله لأشبعنهم فقامت سريعة لأولادها فرفعت رأسي وقلت له يا حاتم بماذا تشبع أطفالها فوالله ما نام صبيانك من الجوع إلا بالتعليل، فقال والله لأشبعنّك واشبعنّ صبيانك وصبيانها، فلما جاءت المرأة نهض قائماً وأخذ المدية بيده وعمد إلى فرسه فذبحه ثم أجج ناراً ودفع إليها شفرة، وقال قطعي واشوي وكلي وأطعمي صبيانك، فأكلت المرأة وأشبعت صبيانها، فأيقظت أولادي وأكلت وأطعمتهم، فقال والله إن هذا لهو اللؤم تأكلون وأهل الحي حالهم مثل حالكم! ثم أتى الحي بيتاً بيتاً يقول لهم انهضوا بالنار فاجتمعوا حول الفرس، وتقنَّع حاتم بكسائه وجلس ناحية فوالله ما أصبحوا وعلى وجه الأرض منها قليل ولا كثير إلا العظم والحافر، ولا والله ما ذاقها حاتم وإنه لأشدهم جوعاً.

## أشعاره
لحاتم الطائي شعر كثير وهو من البلاغة بمكان، له ديوان واحد في الشعر.
ومن شعره يخاطب امرأته ماوية بنت عبد الله:
عني بذي البردين عامر بن أحيمر بن بهدلة.
ومن شعر حاتم أيضاً قوله:
ومن ذلك قوله أيضاً:
وقال أيضاً:
وقال أيضاً:
وقال أيضاً:
وقال أيضاً:
وهو القاتل لغلامه يسار، وكان إذا اشتد البرد وكلب الشتاء أمر غلامه فأوقد ناراً في بقاع من الأرض، لينظر إليها من أضل الطريق ليلا فيصمد نحوه:
وقال أيضاً:
وله قصيدة طويلة تتعلق بالكرم ومكارم الأخلاق، وهي مسطورة في الخماسة البصرية وغيرها.. وهي هذه:

## أسره على يد بني بكر بن وائل
أغار حاتم طيء بجيش من قومه على بكر بن وائل فقاتلوهم وانهزمت طيء وقتل منهم وأسر جماعة كثيرة فكان في الأسرى حاتم بن عبد الله الطائي فبقي موثقا عند رجل من عنزة فأتته امرأة منهم اسمها عالية بناقة فقالت له افصد هذه فنحرها فلما رأتها منحورة صرخت فقال حاتم:
عالي لا تــــلد مـــن عاليـــة    إن الذي اهلكت من ماليه
إن ابن أسمـــاء لكــم ضامن    حتى يؤدي أنــــس ناويه
لا أفصــد النــاقة فــي أنفهـا    لكننـــي أوجرها العـــالية
إني عن الفصـــد لفي مفخـر    يكره مني المفصد الآليه
والخيل إن شمص فرسانها     تذكر عند الموت أمثاليه
وقال رشيد بن رميض العنزي يفتخر:
نحن أسرنا حاتما وابن ظالم   فكل ثوى في قيدنا وهو يخشع
وكعب إياد قد أسرنا وبعـده    أسرنا أبا حسان والخيل تطمع
وريــان غادرنـا بوج كـأنه    وأشياعه فيها صريم مصرع

## ذكره في الحديث النبوي
ولد حاتم الطائي في فترة ما قبل الإسلام وكان مسيحيًا.
جاء ذكر حاتم الطائي في عدة أحاديث منها الحسن ومنها الضعيف ومنها الموضوع.
- عن عدي بن حاتم قال «قلت لرسول الله ﷺ إن أبي كان يصل الرحم ويفعل ويفعل فهل له في ذلك - يعني: من أجر؟ قال: إن أباك طلب شيئاً فأصابه». أي الشهرة والذِّكر.

رواه أحمد (32 / 129)، وحسَّنه الشيخ شعيب الأرنؤوط.
- عن عدي بن حاتم قال: قلت: «يا رسول الله إن أبي كان يصل الرحم، وكان يفعل ويفعل، قال: إن أباك أراد أمراً فأدركه.» - يعني: الذِّكر.

رواه أحمد (30 / 200)، وحسَّنه الشيخ شعيب الأرنؤوط، وصححه ابن حبان (1 / 41).
- عن سهل بن سعد الساعدي «أن عدي بن حاتم أتى رسول الله ﷺ فقال: يا رسول الله إن أبي كان يصل القرابة ويحمل الكلَّ ويطعم الطعام، قال: هل أدرك الإسلام ؟ قال: لا، قال: إن أباك كان يُحبُّ أن يُذكر».

رواه الطبراني في «الكبير» (6 / 197)، وفيه: رشدين بن سعد، وهو ضعيف، لكن يشهد له ما قبله.
ومعنى: (يحمل الكلّ) أي ينفق على الضعيف والفقير واليتيم والعيال وغير ذلك.
قال ابن كثير: وقد ذكرنا ترجمة حاتم طيء أيام الجاهلية عند ذكرنا من مات من أعيان المشهورين فيها وما كان يسديه حاتم إلى الناس من المكارم والإحسان، إلا أن نفع ذلك في الآخرة أي: (مشروط) بالإيمان، وهو ممن لم يقل يوماً من الدهر رب اغفر لي خطيئتي يوم الدين.

## وفاته
مات في عوارض. جبل في بلاد طيء.